# 인구감소
인구감소(人口減少, population decline) 또는 인구과소(人口過少, underpopulation)는 인구가 어떤 도시에서 과소(過少)된 상태를 말한다. 이 때문에 지역 주민이 일정한 생활 수준을 유지하기가 곤란하게 된 상태를 어떻게 할 것인가의 과소 문제(過疏問題)가 일어나고 있다. 대도시의 인구·산업 과밀화에 상대적으로 야기되는 사회문제이다. 대도시에의 인구 집중의 결과, 한편으로는 청장년층의 남자가 감소하고, 방재(防災)·교육·의료활동 등 지역사회의 기초적 조건을 유지하기가 곤란하게 된 지역도 출현한다.
인구감소의 원인은 범유행, 전쟁, 기근 등과 같은 단기적인 사건에서부터 저출산, 지속적인 인구 유출 등과 같은 장기적인 인구학적 요인까지 다양하다. 현재 지금도 세계 인구는 증가하고 있으나, 출산율이나 사망률 등의 변동과 같은 장기적인 인구학적 요인으로, 인구감소가 발생하는 국가가 점점 늘어나고 있다. 예를 들어, 일본은 2010년부터 총인구가 감소하기 시작하여, 2015년~2020년 연간 평균 -0.2%의 인구감소율을 보였으며, 중국은 2027년 내에 인구가 감소하기 시작할 것으로 예상되고 있으며, 유럽은 2050년까지 연간 -0.3%의 인구감소율을 보일 것으로 예상되고 있다. 이외에도 전세계 인구는 21세기 말 0%에 가까운 인구 성장률을 보일 것으로 예상하고 있다. 따라서 인구감소 현상 자체는 세계적으로 이례적이거나 드문 현상인 것은 아니다.

## 현대의 나라별 인구 감소
| 국가                  | 인구 수 추산 (2020년 7월 1일) | 연별 평균 인구 변화량 (%) 2010–2015 | 연별 인구 변화량 (%) 2015–2020 | 저출산 | 높은 사망률 | 인구 유출 | 인구 고령화 | 높은 낙태율 |
| --------------------- | ----------------------------- | ----------------------------------- | ------------------------------ | ------ | ----------- | --------- | ----------- | ----------- |
| 안도라                | 77,543                        | -1.59                               | −0.19                          | 해당됨 |             | 해당됨    | 해당됨      |             |
| 알바니아              | 2,877,797                     | -0.39                               | −0.09                          | 해당됨 |             | 해당됨    | 해당됨      |             |
| 보스니아 헤르체고비나 | 3,280,819                     | -1.55                               | −0.89                          | 해당됨 |             | 해당됨    | 해당됨      |             |
| 불가리아              | 6,948,445                     | -0.62                               | −0.71                          | 해당됨 | 해당됨      | 해당됨    | 해당됨      |             |
| 크로아티아            | 4,105,267                     | -0.45                               | −0.61                          | 해당됨 | 해당됨      | 해당됨    | 해당됨      |             |
| 에스토니아            | 1,326,535                     | -0.25                               | +0.17                          | 해당됨 | 해당됨      | 해당됨    | 해당됨      |             |
| 조지아                | 3,989,167                     | -0.37                               | −0.17                          | 해당됨 | 해당됨      | 해당됨    | 해당됨      |             |
| 그리스                | 10,423,054                    | -0.42                               | −0.45                          | 해당됨 |             | 해당됨    | 해당됨      |             |
| 헝가리                | 9,660,351                     | -0.30                               | −0.24                          | 해당됨 | 해당됨      | 해당됨    | 해당됨      |             |
| 이탈리아              | 60,461,826                    | +0.42                               | −0.04                          | 해당됨 |             |           | 해당됨      |             |
| 일본                  | 126,476,461                   | -0.09                               | −0.24                          | 해당됨 |             |           | 해당됨      |             |
| 라트비아              | 1,886,198                     | -1.18                               | −1.15                          | 해당됨 | 해당됨      | 해당됨    | 해당됨      |             |
| 리투아니아            | 2,722,289                     | -1.27                               | −1.48                          | 해당됨 | 해당됨      | 해당됨    | 해당됨      |             |
| 몰도바                | 4,033,963                     | -0.07                               | −0.18                          | 해당됨 | 해당됨      | 해당됨    | 해당됨      |             |
| 폴란드                | 37,846,611                    | -0.15                               | −0.10                          | 해당됨 |             | 해당됨    | 해당됨      |             |
| 포르투갈              | 10,196,709                    | -0.43                               | −0.33                          | 해당됨 |             | 해당됨    | 해당됨      |             |
| 푸에르토리코          | 2,860,853                     | -1.14                               | −3.34                          | 해당됨 |             | 해당됨    |             |             |
| 루마니아              | 19,237,691                    | -0.54                               | −0.70                          | 해당됨 |             | 해당됨    | 해당됨      | 해당됨      |
| 세르비아              | 6,963,764                     | -0.26                               | −0.32                          | 해당됨 | 해당됨      | 해당됨    | 해당됨      |             |
| 스페인                | 46,754,778                    | -0.11                               | +0.04                          | 해당됨 |             |           | 해당됨      |             |
| 시리아                | 17,500,658                    | -3.43                               | −0.56                          |        | 해당됨      | 해당됨    |             |             |
| 우크라이나            | 43,733,762                    | -0.38                               | −0.54                          | 해당됨 | 해당됨      | 해당됨    | 해당됨      | 해당됨      |
| 베네수엘라            | 28,435,940                    | +1.12                               | −1.12                          |        | 해당됨      | 해당됨    |             |             |

### 동아시아

#### 일본
일본은 2005년 내국인 인구가 자연감소를 하기 시작했고, 2010년부터는 총인구가 감소하기 시작했다.

#### 한국
한국은 2020년 합계출산율 0.84로 출생아 수가 27만명, 사망자 수가 30만명으로, 집계 사상 처음으로 출생아 수가 사망자 수를 하회하면서 첫 주민등록 내국인 인구가 감소하기 시작하였다.

#### 대만
대만은 2020년 출생아 수가 16만명, 사망자 수가 17만명으로, 처음으로 내국인 인구의 자연감소가 발생하였다. 합계출산율도 2010년(0.90) 이후 최저치인 0.99를 기록했다.

#### 홍콩
홍콩은 2020년 출생아 수가 4만3천100명, 사망자는 4만9천800명으로 인구 조사를 한 1960년대 이후 처음으로 출생아 수가 사망자 수를 하회하면서 첫 인구감소를 기록했다.

### 동유럽 및 구소련 국가들
구소련 국가들과 동유럽에 속한 국가들은 급속도로 인구감소가 진행되고 있는데, 주로 낮은 출생률, 그리고 알코올 중독이나 결핵, 에이즈 같은 질병의 높은 전염률로 인한 높은 사망률, 매우 높은 인구 이동률(인구 유출) 등이 인구감소에 기인한다. 러시아와 과거 공산권에 속했던 국가들은 소련의 해체 이후 급격하게 출산율이 낮아진 동시에, 사망률은 급격하게 올라갔다. 뿐만 아니라, 1989년 이후 25년간 2000만명에 달하는 사람들이 동유럽을 떠나 서유럽이나 미국으로 이동한 것으로 추산되었다.

#### 알바니아
알바니아가 인구 조사에서 인구가 정점을 찍은 것은 1989년으로, 당시 3,182,417명을 기록했으나, 2015년 1월 인구는 2,893,005명으로 추산되면서, 정점 기록에서 10% 감소한 것으로 나타났다.

#### 아르메니아
아르메니아는 1991년 3,604,000명으로 인구가 정점을 찍었으나, 2015년 1월 3,010,600명으로 감소하면서, 정점 기록에서 19.7% 감소한 것으로 나타났다.

#### 벨라루스
벨라루스의 인구는 1989년 인구 조사에서 10,151,806명으로 정점을 찍었으나, 2015년 통계상 9,480,868명을 기록하면서, 정점 기록에서 7.1% 감소한 것으로 나타났다.

#### 보스니아 헤르체고비나
보스니아 헤르체고비나는 수만여명의 사망자와 난민 등을 일으킨 유고슬라비아 전쟁 직전 1991년 인구 조사에서 4,377,033명으로 정점을 찍었으나, 2016년 최신 조사에서 3,511,372명을 기록하면서, 정점 기록에서 19.8% 감소한 것으로 나타났다.

#### 불가리아
불가리아는 1989년 9,009,018명으로 정점을 찍었으나, 2001년 이래로 60만명가량 추가 감소하면서, 2011년 조사에서는 인구가 730만이 안되는 7,245,000명을 기록했다. 이는 정점 기록에서 24.3% 감소한 것이며, 지난 10년간 0.82%씩 감소한 것이다.

#### 크로아티아
크로아티나의 인구는 1991년 4,784,265명에서 2011 4,456,096명으로 8% 감소하였다. 감소의 가장 큰 원인는 낮은 출생률, 높은 인구 이동률(인구 유출), 그리고 크로아티아 전쟁에 있다.

#### 에스토니아
1989년 마지막 소련 조사에서, 1,565,662명으로 정점을 찍었으나, 2016년 통계에서 1,314,370명을 기록하면서, 정점 기록에서 19.2% 감소한 것으로 나타났다.

#### 조지아
1989년 마지막 소련 조사에서, 5,400,841명으로 정점을 찍었으나, (사실상 독립국에 가까운 남오세티야와 압하지야를 포함한) 2014년 조사에서는 4,010,000명으로 추산되면서, 정점 기록에서 19.2% 감소한 것으로 나타났다.

#### 라트비아
라트비아가 소련으로부터 독립하였을 시점에 2,666,567명으로 거의 정점을 찍었으나, 2011년 최신 조사에서는 2,067,887을 기록하였고, 2015년 통계에서는 1,986,086으로 추산되면서, 정점 기록에서 정점 조사 기록에서 25.5% 감소한 것으로 나타났다. 라트비아는 전세계에서 1950년 이전 수준으로 인구가 감소한 2개국 중 하나이며, 감소의 원인은 인구 자연감소(출생아 수가 사망자 수를 하회)와 높은 인구 이동률(인구 유출)에 있었다.

#### 리투아니아
리투아니아가 소련으로부터 독립하였을 시점에 370만명으로 거의 정점을 찍었으나, 2001년 조사에서 340만을 기록했고, 2011년 최신 조사에서는 305만명까지 감소한 것으로 나타났다. 뿐만 아니라 2012년 9월 1일 2,988,000명까지 감소했다. 이는 정점 조사 기록에서 23.8% 감소한 것이며, 2001년 기록 이래로 13.7% 감소한 것이다.

#### 우크라이나
1989년 우크라이나 조사에서는 51,452,034명을 기록했으며, 1993년 우크라이나 정부 산하 조사에서는 인구가 52,244,000명으로 정점을 찍었으나, 2013년 12월 1일 45,439,822명으로 감소한 것으로 나타났다. 2014년 초부터 발생한 러시아의 크림반도 합병과 잇단 내전 등의 여파로 2014년 8월 42,981,850명까지 감소했고, 이는 총인구가 정점 기록에서 19.7% 감소한 것이다.

#### 헝가리
헝가리의 인구는 1980년 10,709,000명으로 정점을 찍었으나, 이후 지속적으로 인구 감소가 진행되어 2010년 8월 기준 1000만명 밑으로 감소하였다. 이는 정점 기록에서 7.1% 감소한 것이다. 다만 동유럽에 속한 이웃 국가들과 달리, 인구는 10년 가까이 일찍 정점을 찍었으며, 인구감소도 그만큼 일찍 시작되었음에도 불구하고 그 기간 동안 평균 인구성장률은 -0.23%로, 비교적 훨씬 낮은 인구감소율을 보였다.

#### 루마니아
루마니아의 1991년 조사에서는 23,185,084명을 보였으나, 2011년 10월 조사에서는 20,121,641명을 기록, 2014년 통계에서는 19,947,311명으로 추산되었다. 이는 역사상 정점을 찍은 1991년 이래로 16.2% 감소한 것이다.

#### 세르비아
세르비아는 유고슬라비아 전쟁에 있었던 1991년, 조사에서 7,576,837명으로 정점을 찍었으나, 2011년 조사에서는 7,186,862명으로 하락한 것으로 나타났다. 이는 정점 조사 기록에서 5.1% 감소한 것이다.

### 라틴 아메리카 및 카리브해 국가들

#### 푸에르토 리코
푸에르토 리코는 미국 등 다른 국가들로의 인구 유출 등으로 2002년부터 인구가 감소하기 시작하였으나, 특히 2017년 발생한 허리케인 마리아의 영향으로 유출이 더더욱 가속화하고 있다. 합계출산율도 1998년부터 2.0을 하회하며 2018년 1.04, 2019년 0.98을 기록하는 등 저출산 현상도 심해졌다. 결국 2010~2019년 동안 인구가 18% 감소하였으며, 같은 기간 동안 전 세계에서 시리아 다음으로 높은 인구 감소율을 기록한 국가가 되었다.

#### 베네수엘라
베네수엘라는 출생률은 높지만, 베네수엘라 위기로 인한 경제난으로 수백만명의 난민이 발생하며 인구 유출로 2019년부터 인구가 감소하기 시작했다. 베네수엘라를 떠난 사람은 2015년 이후 약 500만 명에 달했다.

## 인구 감소가 재개된 국가들
다음은 인구 감소가 멈추었다가 다시 재개(再開)된 국가들이다:

### 러시아
러시아의 총인구는 감소한 인구수로만 보면 가장 크게 감소하였지만, 감소한 비율 자체는 크지 않았다. 1991년 148,689,000명으로 정점을 찍었다가, 이후 2008년 142,737,196명으로 감소하였다. 이는 총인구가 정점 조사 기록에서 4.0% 감소한 것이다. 하지만 그 이후 2018년 146,870,000명까지 인구가 다시 증가했다. 최근의 이러한 추세에는 비교적 더 낮아진 사망률, 더 높아진 출생률, 그리고 크림반도 합병, 주로 우크라이나와 아르메니아 등 다른 국가로부터 온 이민자 증가가 영향을 끼친 것으로 보인다. 이는 1950년 인구보다 약 40% 이상 증가한 것이다.

### 스페인
스페인은 2020년 10만명 이상 인구가 감소하였다.

## 인구 감소가 멈춘 국가들

### 독일
독일에서는 수십 년간 인구 감소가 진행되었으나, 대규모 이민을 받은 이후로 이는 멈추었다. 2011년 정부 조사에서는 8020만 여명을 기록했으나, 2012년 말 연방 추산으로는 8200만 여명으로 증가한 것으로 나타났다. 아는 1950년보다 14% 증가한 것이다.

### 아일랜드
아일랜드의 현재 구역에서는 인구가 기록적인 변화를 거듭하고 있는데, 1841년 아일랜드의 인구는 800만 여명에 달했으나, 이후 아일랜드 기근과 그 이후의 인구 유출로 1961년 조사에서는 280만 여명으로 바닥을 치다가 2011년 458만 명으로 증가하였다. 중앙 통계청에 따르면 2020년 기준 아일랜드의 인구는 500만 여명에 약간 못미치는 것으로 나타났다.

### 시리아
시리아는 2010~2019년 동안 인구가 감소한 국가 중에 가장 큰 감소율을 보인 국가로, 출생률은 높지만 시리아 내전으로 수백만명의 난민이 발생함에 따라, 시리아 인구는 2010년 2274만명에서 2017년 1810만명으로 20%나 감소했다. 그러나 2019년부터 인구가 다시 증가하기 시작했다.

## 전망과 미래
저출산, 높은 사망률 및 인구 이동률 등에 따른 장기적인 인구학적 요인으로 인한 인구감소의 경우, 주 요인은 저출산으로 꼽히며, 합계출산율이 일반적으로 인구 유지가 가능한 대체출산율 2.1을 지속적으로 하회하게 되면, 인구감소가 발생한다. 향후 점차 세계적으로 평균 출산율이 내려가고, 대체출산율 미만을 기록하는 국가들이 늘어나면서 인구 감소가 시작하는 국가들이 점차 늘어가고, 전 세계 평균 인구 성장률도 점차 내려갈 전망이다.
| 지역                      | 2020–25 | 2045–50 | 2095–2100 |
| ------------------------- | ------- | ------- | --------- |
| 아프리카                  | 2.37    | 1.74    | 0.61      |
| 아시아                    | 0.77    | 0.14    | −0.39     |
| 유럽                      | −0.05   | −0.26   | −0.14     |
| 라틴 아메리카 및 카리브해 | 0.84    | 0.21    | −0.46     |
| 북아메리카                | 0.59    | 0.38    | 0.25      |
| 오세아니아                | 1.21    | 0.80    | 0.37      |
| 전 세계                   | 0.98    | 0.53    | 0.04      |

2019년 유엔의 인구전망에 따르면, 2019년부터 2050년까지 55개국이 인구 감소가 발생할 것으로 예상되며, 이들 중에 가장 빠르게 감소할 국가는 동유럽에 위치한 리투아니아와 불가리아로, 이 기간 동안 두 국가 모두 23% 가까이 감소할 것으로 예상되며, 그 다음으로는 라트비아가 22%, 왈리스 푸투나가 20%, 우쿠라이나가 20%, 그리고 그 밖에 다른 21개국이 10-20% 감소할 것으로 예측되었다.
21세기 말(2095~2100년)에는 아시아, 유럽, 그리고 라틴 아메리카 및 카리브해 세 지역이 모두 인구가 감소하고 있을 것이며, 전세계 인구 성장률도 0에 가까울 것으로 예측하였다. 북아메리카와 오세아니아 지역은 대체출산율 미만을 기록함에도 인구가 지속적으로 증가할 것으로 예측된 이유는, 해외로부터의 이민 유입 때문이다.

## 지방의 인구 감소
국가의 인구가 감소하듯이, 국가 내 지역도 인구 감소가 발생한다. 대한민국의 경우, 생산 가능 인구 특히 청년 인구가 시골, 지방 도시를 떠나 수도권으로 인구가 유출되고 있다.

## 같이 보기
- 과잉인구
- 인구 증가
- 농촌 이탈
- 저출산
- 고령화
- 반출생주의
- 출산율순 나라 목록